# Eufemia (Teschen)
Eufemia (auch Ofka; * um 1395/1398; † vor dem 17. September 1447) war Prinzessin von Masowien und Herzogin von Teschen, über das sie von 1431 bis 1442 die Regentschaft ausübte.

## Leben
Eufemia war die Tochter des Herzogs Ziemowit IV. von Masowien und der Alexandra von Litauen († 1434), einer Schwester des polnischen Königs Władysław II. Jagiełło. 1412 vermählte sie sich mit dem verwitweten Teschener Herzog Boleslaus I. Der Ehe entstammten die Söhne
- Wenzel I. († 1474), ⚭ mit Elisabeth von Brandenburg
- Wladislaus († 1460), ⚭ mit Margareta von Cilli
- Przemislaus II. († 1477), ⚭ mit Anna von Masowien
- Boleslaus II. († 1474), ⚭ mit Anna Bielska († 1448), Tochter des Moskauer Woiwoden Fyodor Bielski

sowie die Tochter
- Alexandra († 1463), ⚭ mit dem Palatin László II Garai († 1459)

Nach dem Tod des Herzogs Boleslaus I. erbten die vier Söhne dessen Besitz. Da sie noch nicht volljährig waren, übernahm Eufemia die Vormundschaft über sie sowie bis 1442 die Regentschaft über das Herzogtum. Zusammen mit ihren Söhnen verlieh sie 1438 Stadt Teschen das Münzrecht. Erst 1442 wurde das Erbe geteilt. Durch die dadurch entstandenen kleinen Herrschaftsgebiete verloren Boleslaus Söhne an politischer Bedeutung. Zudem kam es bereits ein Jahr nach der Erbteilung zu einem Gebietsverlust, da Eufemias ältester Sohn Wenzel I. das Herzogtum Sewerien 1443 an den Krakauer Bischof Zbigniew Oleśnicki verkaufte.
Vermutlich wurde Eufemia neben ihrem Mann in der Klosterkirche der Dominikaner in Teschen beigesetzt.